# Integrais de Slater
Em matemática e em física matemática, os integrais de Slater são certos integrais de produtos de três harmónicas esféricas. Eles ocorrem naturalmente quando se aplica uma base ortonormal de funções à esfera unitária que se transforma de uma forma particular quando rodada em três dimensões. Estes integrais são particularmente úteis no cálculo de propriedades de átomos que possuem simetria esférica natural.

## Formulação
Em conexão com a teoria quântica da estrutura atómica, John C. Slater definiu o integral das três harmónicas esféricas como um coeficiente {\displaystyle c}. Estes coeficientes são essencialmente o produto de dois símbolos 3j.
{\displaystyle c^{k}(\ell ,m,\ell ',m')=\int d^{2}\Omega \ Y_{\ell }^{m}(\Omega )^{*}Y_{\ell '}^{m'}(\Omega )Y_{k}^{m-m'}(\Omega )}
Estes integrais são úteis e necessários quando se fazem cálculos atómicos da variedade Hartree–Fock, onde elementos da matriz do operador de Coulomb e do operador de troca são necessários. Para uma fórmula explícita, pode ser usada a fórmula de Gaunt para polinómios associados de Legendre.
Note-se que o produto de duas harmónicas esféricas pode ser escrito em termos desses coeficientes. Expandindo esse produto sobre uma base de harmónica esférica da mesma ordem
{\displaystyle Y_{\ell }^{m}Y_{\ell '}^{m'}=\sum _{\ell ''}{\hat {A}}^{\ell ''}(\ell ,m,\ell ',m',)Y_{\ell ''}^{m+m'},}
pode-se então multiplicar por {\displaystyle Y^{*}} e integrar, usando a propriedade conjugada e sendo cuidadoso com as fases e normalizações:
{\displaystyle \int Y_{\ell }^{m}Y_{\ell '}^{m'}Y_{L}^{-M}d^{2}\Omega =(-1)^{m+m'}{\hat {A}}^{L}(\ell ,m,\ell ',m')=(-1)^{m}c^{L}(\ell ,-m,\ell ',m').}
e logo
{\displaystyle Y_{\ell }^{m}Y_{\ell '}^{m'}=\sum _{\ell ''}(-1)^{m'}c^{\ell ''}(\ell ,-m,\ell ',m',)Y_{\ell ''}^{m+m'},}
Estes coeficientes obedecem a um número de identidades. Incluem:
{\displaystyle {\begin{aligned}c^{k}(\ell ,m,\ell ',m')&=c^{k}(\ell ,-m,\ell ',-m')\\&=(-1)^{m-m'}c^{k}(\ell ',m',\ell ,m)\\&=(-1)^{m-m'}{\sqrt {\frac {2\ell +1}{2k+1}}}c^{\ell }(\ell ',m',k,m'-m)\\&=(-1)^{m'}{\sqrt {\frac {2\ell '+1}{2k+1}}}c^{\ell '}(k,m-m',\ell ,m).\\\sum _{m=-\ell }^{\ell }c^{k}(\ell ,m,\ell ,m)&=(2\ell +1)\delta _{k,0}.\\\sum _{m=-\ell }^{\ell }\sum _{m'=-\ell '}^{\ell '}c^{k}(\ell ,m,\ell ',m')^{2}&={\sqrt {(2\ell +1)(2\ell '+1)}}\cdot c^{k}(\ell ,0,\ell ',0).\\\sum _{m=-\ell }^{\ell }c^{k}(\ell ,m,\ell ',m')^{2}&={\sqrt {\frac {2\ell +1}{2\ell '+1}}}\cdot c^{k}(\ell ,0,\ell ',0).\\\sum _{m=-\ell }^{\ell }c^{k}(\ell ,m,\ell ',m')c^{k}(\ell ,m,{\tilde {\ell }},m')&=\delta _{\ell ',{\tilde {\ell }}}\cdot {\sqrt {\frac {2\ell +1}{2\ell '+1}}}\cdot c^{k}(\ell ,0,\ell ',0).\\\sum _{m}c^{k}(\ell ,m+r,\ell ',m)c^{k}(\ell ,m+r,{\tilde {\ell }},m)&=\delta _{\ell ,{\tilde {\ell }}}\cdot {\frac {\sqrt {(2\ell +1)(2\ell '+1)}}{2k+1}}\cdot c^{k}(\ell ,0,\ell ',0).\\\sum _{m}c^{k}(\ell ,m+r,\ell ',m)c^{q}(\ell ,m+r,\ell ',m)&=\delta _{k,q}\cdot {\frac {\sqrt {(2\ell +1)(2\ell '+1)}}{2k+1}}\cdot c^{k}(\ell ,0,\ell ',0).\end{aligned}}}